# Ignacio Milam Tang
Ignacio Milam Tang (ur. 20 czerwca 1940) – gwinejski polityk, premier Gwinei Równikowej od 8 lipca 2008 do 21 maja 2012. Pierwszy Wiceprezydent Gwinei Równikowej od 21 maja 2012 do 22 czerwca 2016.

## Życiorys
Ignacio Milam Tang urodził się w 1940, jest przedstawicielem grupy etnicznej Fang. W 1962 ukończył administrację w Wyższej Szkole w Malabo. W 1981 zdobył dyplom z administracji w Narodowym Instytucie Administracji (INAP) w Alcalá de Henares w Hiszpanii, a w 1984 dyplom z administracji publicznej w Narodowej Szkole Administracji Publicznej.
W latach 1982–1984 zajmował stanowisko dyrektora generalnego ds. koordynacji administracji w urzędzie prezydencji Gwinei Równikowej. W latach 1984–1986 był sekretarzem generalnym w Ministerstwie Transportu i Komunikacji, a w latach 1986-1988 dyrektorem generalnym służb centralnych prezydencji kraju. W latach 1988–1995 pełnił funkcję dyrektora komitetu narodowego ds. bezpieczeństwa spożywczego (CONASA), a od 1989 do 1995 dyrektora generalnego ds. kontroli finansowej rządu. Od 1996 do 1998 był ministrem sprawiedliwości i wyznań, a od 1998 do 1999 ministrem młodzieży i sportu. W latach 1999–2001 zajmował stanowisko drugiego wiceprezydenta Izby Reprezentantów Ludowych.
26 lutego 2001 został mianowany wicepremierem w rządzie premiera Cándido Muatetemy Rivasa. 11 lutego 2003 objął w jego rządzie stanowisko ministra stanu i Sekretarza Generalnego Prezydenta. Od 2006 do lipca 2008 Tang był ambasadorem Gwinei Równikowej w Hiszpanii.
8 lipca 2008 Ignacio Milam Tang został mianowany premierem Gwinei Równikowej przez prezydenta Teodoro Obianga Nguema Mbasogo po tym, jak cztery dni wcześniej do dymisji podał się rząd premiera Ricarda Mangue Obamy Nfubey. Jest członkiem rządzącej Partii Demokratycznej Gwinei Równikowej (PDGE, Partido Democrático de Guinea Ecuatorial).
12 stycznia 2010 premier Tang podał swój gabinet do dymisji. Dymisja rządu była wymagana przez prawo po wyborach prezydenckich w kraju, wygranych po raz kolejny przez prezydenta Obianga. Kilka godzin później prezydent ponownie mianował Tanga szefem rządu.
Stanowisko premiera zajmował do 21 maja 2012, kiedy został mianowany przez prezydenta na nowo powstały urząd pierwszego wiceprezydenta Gwinei Równikowej. Stanowiska dwóch wiceprezydentów kraju, zostały wprowadzone w wyniku zmian w konstytucji uchwalonych w referendum w listopadzie 2011. Tego samego dnia urząd drugiego wiceprezydenta objął syn prezydenta, Teodorín Nguema Obiang, natomiast stanowisko premiera zajął Vicente Ehate Tomi.